# Jireček-Linie

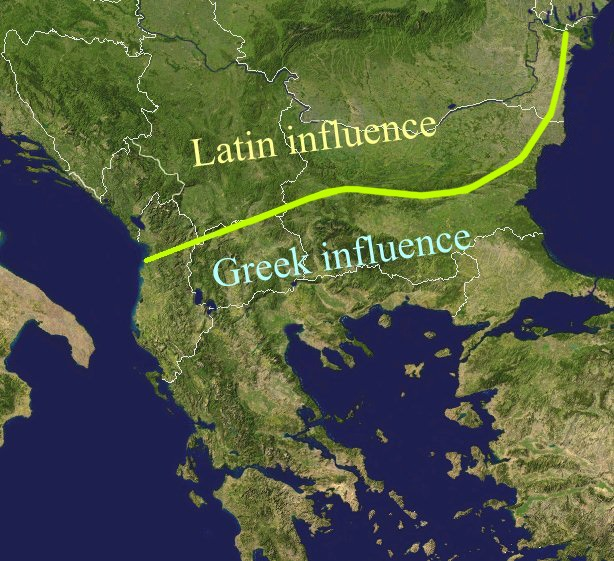
Jireček-Linie

Die Jireček-Linie ist eine gedachte Linie, die durch die Balkanhalbinsel verläuft und sprachlich das lateinische Einflussgebiet im Norden von dem griechischen im Süden für die Zeitspanne seit der Eroberung Griechenlands durch das Römische Reich bis zur Teilung desselben in West- und Ostrom, also etwa vom 2. Jahrhundert v. Chr. bis ins späte 4. Jahrhundert n. Chr., trennt.
Die Linie wurde zum ersten Mal vom tschechischen Historiker Konstantin Jireček im Jahr 1911 in einem Geschichtsbuch über die slawischen Völker erwähnt. Anhand archäologischer Funde wurde ein Verlauf von der albanischen Stadt Laç über Serdica – heute Sofia in Bulgarien – und ungefähr über die Bergkämme des Balkangebirges bis zum Schwarzen Meer rekonstruiert. Nördlich dieser Linie sind die Inschriften vorwiegend in lateinischer, südlich davon in griechischer Sprache verfasst. Die Jireček-Linie ist wichtig für die Lokalisierung des Raumes, in dem manche Balkanvölker entstanden sind, vor allem die Dakorumänen und Aromunen. Die Möglichkeit, dass sich ein romanisches Volk südlich dieser Linie gebildet haben könnte, ist sehr unwahrscheinlich.
Ab dem späten 20. Jahrhundert wurde die Bedeutung der Jireček-Linie jedoch in der Forschung relativiert. So rechnet Jorma Kaimio in seiner 1979 erschienenen Studie die Provinzen Dalmatia und Moesia superior dem lateinischen Raum, Moesia inferior dagegen dem griechischen zu. M. D. MacLeod (1982) vermutet davon ausgehend, dass es wohl „keine offizielle Sprachpolitik für jeden Aspekt des Lebens“ gab, sondern dass „einzelne römische Beamte Ad-hoc-Entscheidungen mit gesundem Menschenverstand trafen“. Er weist auch darauf hin, dass vor der Spätantike auch in generell griechisch geprägten Provinzen Latein die dominierende Sprache auf Inschriften der öffentlichen Verwaltung (etwa Meilensteinen) und der römischen Armee war.